# Malay-le-Grand
Malay-le-Grand är en kommun i departementet Yonne i regionen Bourgogne-Franche-Comté i norra Frankrike. Kommunen ligger i kantonen Sens-Sud-Est som tillhör arrondissementet Sens. År 2022 hade Malay-le-Grand 1 635 invånare.

## Befolkningsutveckling
Antalet invånare i kommunen Malay-le-Grand
| Referens: INSEE |